# Referèndum sobre la independència d'Escòcia de 2014
El referèndum sobre la independència d'Escòcia de 2014 va ser un referèndum per decidir si Escòcia esdevenia o no un estat independent que es va celebrar el 18 de setembre de 2014. L'opció guanyadora va ser el «no» a la independència. El Govern Escocès presidit per Alex Salmond proposà oficialment el 10 de gener de 2012 la celebració d'un referèndum d'independència per a Escòcia que se celebraria el 18 de setembre de 2014.
El Govern del Regne Unit presidit per David Cameron declarà el mateix gener de 2012 que el referèndum hauria de celebrar-se abans de 18 mesos i que hauria de comptar amb l'aprovació expressa del Parlament del Regne Unit per ésser plenament legal. El referèndum estava garantit pel Govern del Regne Unit mitjançant una llei que cedia temporalment al govern escocès les competències per celebrar-lo. L'edat legal per a votar al referèndum estigué situada als 16 anys en comptes dels 18.
Els plans per celebrar la consulta es remunten a 2009 quan es programaren una sèrie de consultes entre diferents agents escocesos per aconseguir els suports polítics necessaris. El programa legislatiu que hauria de permetre el referèndum fou una peça central de les propostes legislatives del Partit Nacional Escocès durant els anys 2009 i 2010 així com durant la campanya electoral per les eleccions al Parlament Escocès de 2011 en les quals obtingueren uns resultats excel·lents i la majoria absoluta al parlament.
Al referèndum es formulà una pregunta, que fou: «Escòcia hauria d'ésser un país independent?».

## Antecedents
No hi ha cap precedent d'un referèndum d'independència realitzat a Escòcia. El 1979 se'n va realitzar un sobre la devolució.

## Administració

### Campanya
La campanya més important a favor de la independència fou "Yes Scotland" i es va iniciar el 25 de maig de 2012. Aquesta campanya va tenir el suport del Partit Nacional Escocès, el Partit Verd Escocès i el Partit Socialista Escocès. Posteriorment es creà la campanya "Radical Independence" que promovia la independència des del punt de vista de l'esquerra i també la plataforma "Labour for Independence", que reunia diversos polítics del Partit Laborista Escocès que havien explicitat el seu suport a la independència. Aquest va ser el cas de Charles Gray, Alex Mosson, John Mulvey, Bob Thomson i Gary Wilson.
D'altra banda, la campanya en contra de la independència s'anomenà "Better Together", conegut entre els unionistes com "Project Fear" i es va iniciar el 25 de juny de 2012. La campanya, encapçalada per l'exministre d'hisenda britànic Alistair Darling, comptava amb el suport del Partit Laborista Escocès, el Partit Conservador Escocès i els Liberal Demòcrates Escocesos.

## Resultats

### Resultats per àrea
| Àrea                  | Vots pel Sí | Vots pel No | Sí (%) | No (%) | Diferència (%) | Participació | Participació (%) |
| --------------------- | ----------- | ----------- | ------ | ------ | -------------- | ------------ | ---------------- |
| Aberdeen              | 59,390      | 84,094      | 41,4%  | 58.6%  | 17,2%          | 143,484      | 81,7%            |
| Aberdeenshire         | 71,337      | 108,606     | 39,6%  | 60.4%  | 20,8%          | 179,943      | 87,2%            |
| Angus                 | 35,044      | 45,192      | 43,7%  | 56.3%  | 12,6%          | 80,236       | 85,7%            |
| Argyll and Bute       | 26,324      | 37,143      | 41,5%  | 58.5%  | 17%            | 63,467       | 88,2%            |
| Clackmannanshire      | 16,350      | 19,036      | 46,2%  | 53.8%  | 7,6%           | 35,386       | 88,6%            |
| Dumfries and Galloway | 36,614      | 70,039      | 34,3%  | 65.7%  | 31,4%          | 106,653      | 87,5%            |
| Dundee                | 53,620      | 39,880      | 57.3%  | 42,7%  | 14,6%          | 93,500       | 78,8%            |
| East Ayrshire         | 39,762      | 44,442      | 47,2%  | 52.8%  | 5,6%           | 84,204       | 84,5%            |
| East Dunbartonshire   | 30,624      | 48,314      | 38,8%  | 61.2%  | 22,4%          | 78,938       | 91,0%            |
| East Lothian          | 27,467      | 44,283      | 38,3%  | 61.7%  | 23,4%          | 71,750       | 87,6%            |
| East Renfrewshire     | 24,287      | 41,690      | 36,8%  | 63.2%  | 26,4%          | 65,977       | 90,4%            |
| Edimburg              | 123,927     | 194,638     | 38,9%  | 61.1%  | 22,2%          | 318,565      | 84,4%            |
| Eilean Siar           | 9,195       | 10,544      | 46,6%  | 53.4%  | 6,8%           | 19,739       | 86,2%            |
| Falkirk               | 50,489      | 58,030      | 46,5%  | 53.5%  | 7%             | 108,519      | 88,7%            |
| Fife                  | 114,148     | 139,788     | 45,0%  | 55.0%  | 10%            | 253,936      | 84,1%            |
| Glasgow               | 194,779     | 169,347     | 53.5%  | 46,5%  | 7%             | 364,126      | 75,0%            |
| Terres altes          | 78,069      | 87,739      | 47,1%  | 52.9%  | 5,8%           | 165,808      | 87,0%            |
| Inverclyde            | 27,243      | 27,329      | 49,9%  | 50.1%  | 0,2%           | 54,572       | 87,4%            |
| Midlothian            | 26,370      | 33,972      | 43,7%  | 56.3%  | 12,6%          | 60,342       | 86,8%            |
| Moray                 | 27,232      | 36,935      | 42,4%  | 57.6%  | 15,2%          | 64,167       | 85,4%            |
| North Ayrshire        | 47,072      | 49,016      | 48,9%  | 51.1%  | 2,2%           | 96,088       | 84,4%            |
| North Lanarkshire     | 115,783     | 110,922     | 51.1%  | 48,9%  | 2,2%           | 226,705      | 84,4%            |
| Orkney Islands        | 4,883       | 10,004      | 32,8%  | 67.2%  | 34,4%          | 14,887       | 83,7%            |
| Perth and Kinross     | 41,475      | 62,714      | 39,8%  | 60.2%  | 20,4%          | 104,189      | 86,9%            |
| Renfrewshire          | 55,466      | 62,067      | 47,2%  | 52.8%  | 5,6%           | 117,533      | 87,3%            |
| Scottish Borders      | 27,906      | 55,553      | 33,4%  | 66.6%  | 33,2%          | 83,459       | 87,4%            |
| Shetland Islands      | 5,669       | 9,951       | 36,3%  | 63.7%  | 27,4%          | 15,620       | 84,4%            |
| South Ayrshire        | 34,402      | 47,247      | 42,1%  | 57.9%  | 15,8%          | 81,649       | 86,1%            |
| South Lanarkshire     | 100,990     | 121,800     | 45,3%  | 54.7%  | 9,4%           | 222,790      | 85,3%            |
| Stirling              | 25,010      | 37,153      | 40,2%  | 59.8%  | 19,6%          | 62,163       | 90,1%            |
| West Dunbartonshire   | 33,720      | 28,776      | 54.0%  | 46,0%  | 8%             | 62,396       | 87,9%            |
| West Lothian          | 53,342      | 65,682      | 44,8%  | 55.2%  | 10,4%          | 119,024      | 86,2%            |
| TOTAL                 | 1,617,989   | 2,001,926   | 44,7%  | 55,3%  | 10,6%          | 3,619,915    | 84,6%            |

### Detalls

#### Clackmannanshire
Els resultats al referèndum sobre la independència d'Escòcia de 2014 al comtat de Clackmannanshire van ser de 16.350 vots a favor del Sí a la independència, 19.036 vots en contra i 24 vols nuls.

#### Illes Òrcades
A les Illes Òrcades, el No a la independència d'Escòcia va guanyar per 10.004 vots enfront dels 4.883 vots que va aconseguir el Sí a la independència. En aquest referèndum hi va haver 20 vots nuls al comtat.

### Illes Shetland
A les illes Shetland el No a la independència d'Escòcia va guanyar amb 9.951 vots enfront dels 5.669 a favor del Sí a la independència durant el Referèndum. Hi va haver 15 vots nuls.

### Notícies
- Alex Salmond anuncia que el referèndum d'independència se celebrarà la tardor de 2014, Televisió de Catalunya (vídeo)
- Quinze preguntes i respostes sobre el referèndum d'Escòcia, VilaWeb
- Unas 5.000 personas se manifiestan en Edimburgo por la independencia de Escocia (La Vanguardia) (castellà)